# Cape Dorset
Cape Dorset (Inuktitut: Kinngait (que significa "muntanya alta"); és un llogarret, hamlet, Inuit situat a l'illa Dorset prop de la Península Foxe  a l'illa de Baffin de Nunavut, Canadà.
Cape Dorset és on es va descobrir la Cultura Dorset que data d'entre 1000a.C a 1100. Cape Dorset va ser nomenat pel capità Luke Fox en honor d'Edward Sackville, 4t Earl de Dorset el 24 de setembre de 1631.
Segons el cens de 2016 tenia 1.411 habitants.

## Galeria d'imatges

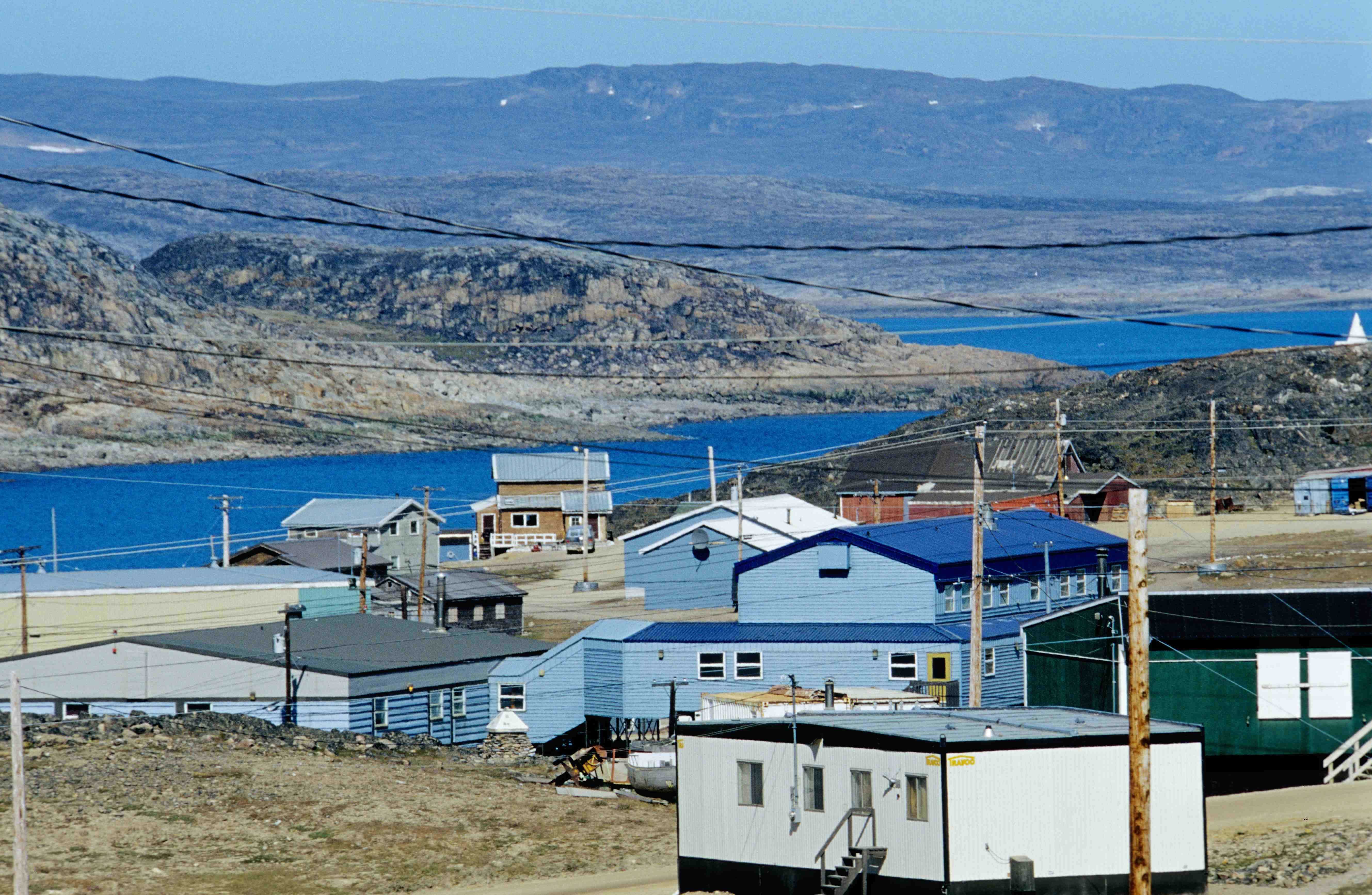
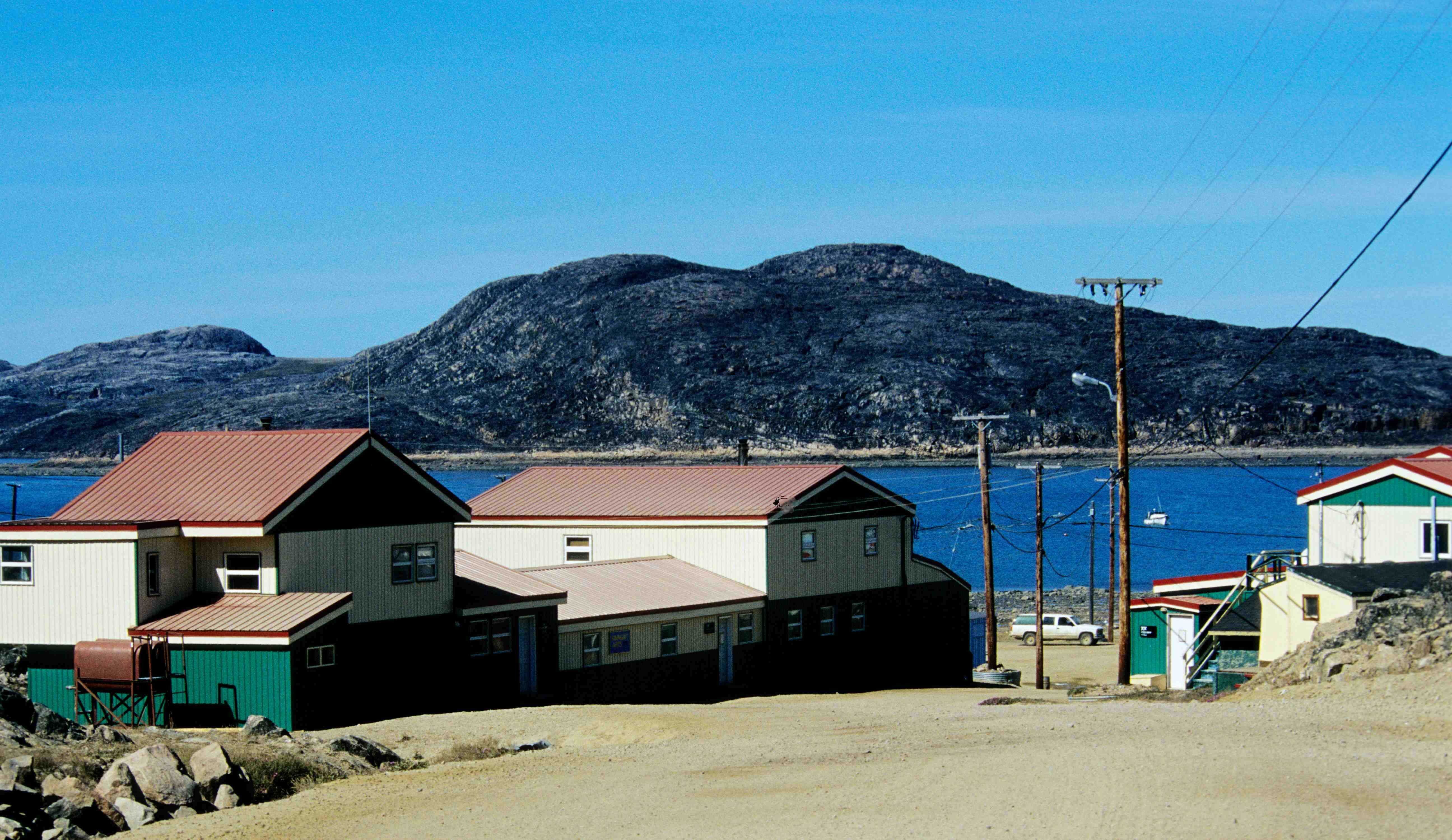
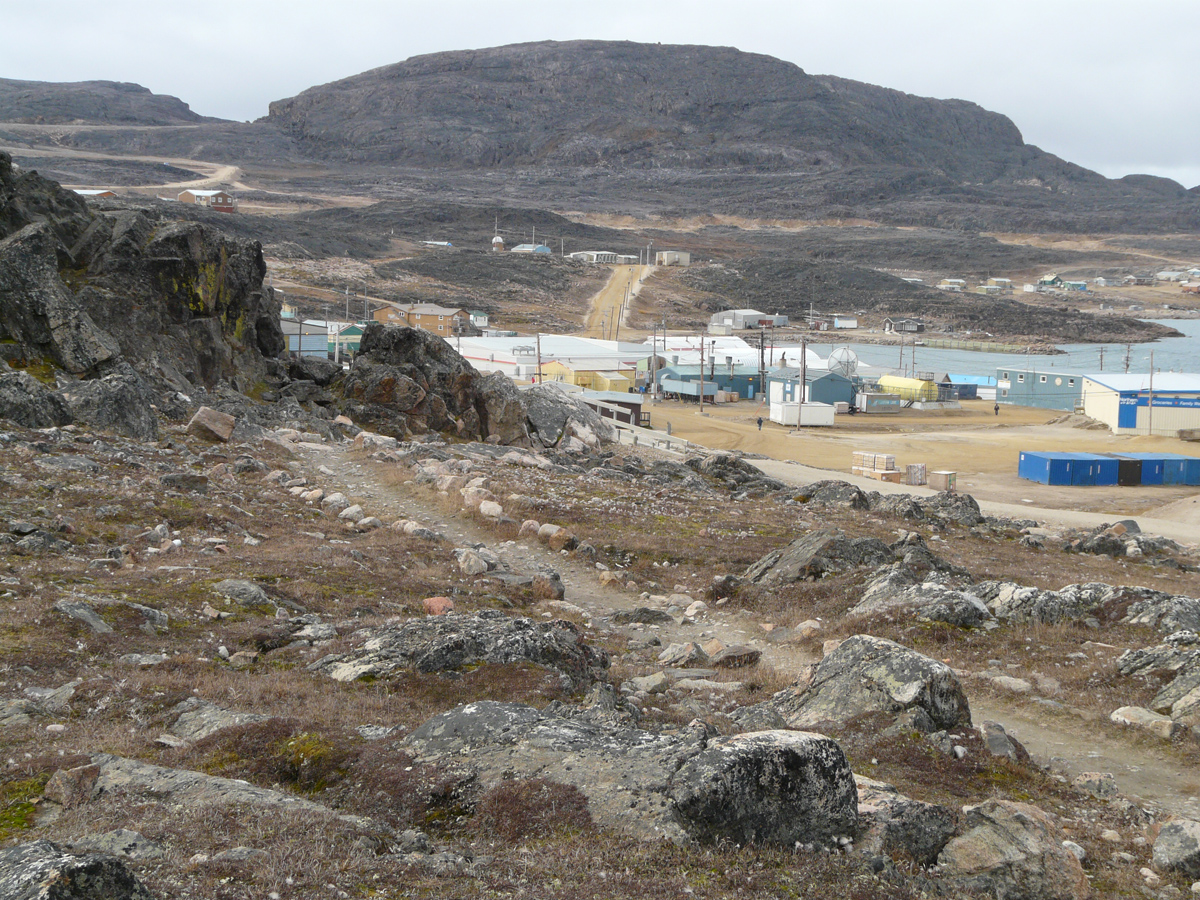
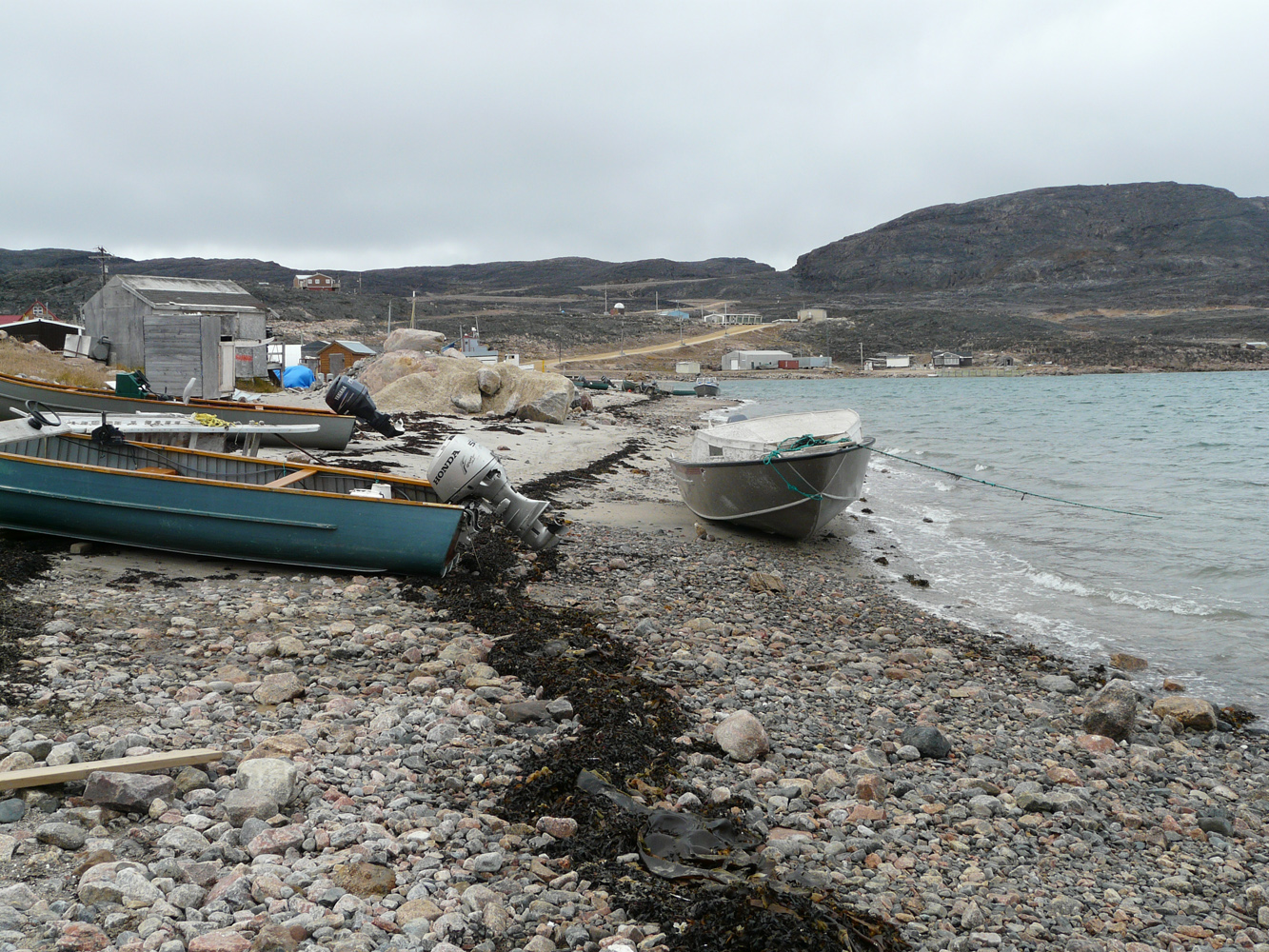
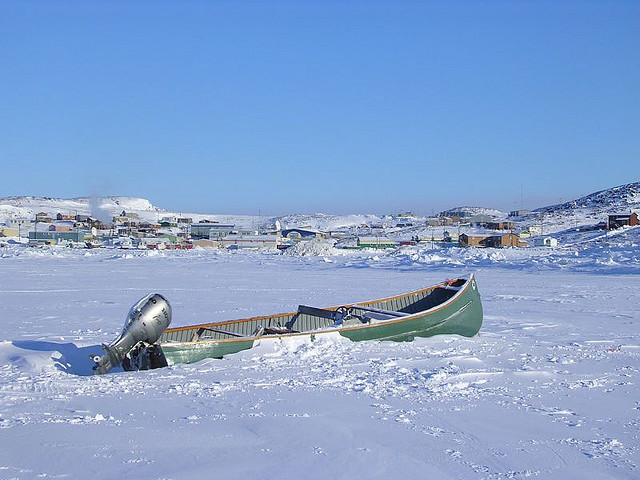

## Clima
Cape Dorset té un clima polar. La temperatura mitjana anual és de -8,9 °C. Febrer té -25,4 °C i juliol 7,8 °C. La pluviometria és de 158 litres.